# Benoitia bornemiszai
Benoitia bornemiszai là một loài nhện trong họ Agelenidae.
Loài này thuộc chi Benoitia. Benoitia bornemiszai được Lodovico di Caporiacco miêu tả năm 1947.